# Maxstoke
Maxstoke – wieś i civil parish w Anglii, w hrabstwie Warwickshire, w dystrykcie North Warwickshire. Leży 22 km na północ od miasta Warwick i 150 km na północny zachód od Londynu. W 2011 roku civil parish liczyła 240 mieszkańców.